# Хрынов, Иван Андреевич
Иван Андреевич Хрынов — советский хозяйственный и политический деятель.

## Биография
Родился в 1919 году. Член КПСС.
Окончил Горьковский политехнический институт.
В 1941—1945 гг. — наладчик, мастер, начальник отделения на Горьковском артиллерийском заводе № 92 им. И. В. Сталина.
В 1945—1950 гг. — контролёр уполномоченного комиссии партийного контроля при ЦК ВКП(б) по Горьковской области, инструктор, заведующий сектором Горьковского обкома ВКП(б).
В 1950—1956 гг. — секретарь, второй секретарь, первый секретарь Кировского райкома КПСС города Горького.
В 1956—1977 гг. — директор завода «Старт» в городе Горьком.
Умер в 1977 году в Горьком

## Награды
- Орден Октябрьской Революции
- Орден Трудового Красного Знамени (дважды)